# Malu Mare (okręg Dolj)
Malu Mare – wieś w Rumunii, w okręgu Dolj, w gminie Malu Mare. W 2011 roku liczyła 2313 mieszkańców.